# Данилейко Іван Петрович
Іван Петрович Данилейко (нар. 1901, село Костянтинівка Краснокутського повіту Харківської губернії, тепер селище Краснокутського району Харківської області — 1941, пропав безвісти) — український радянський партійний діяч, 2-й секретар Житомирського обкому КП(б)У.

## Біографія
Народився в родині слюсаря-машиніста. 
У 1914 році закінчив чотирикласну земську школу в селі Ковалівці Полтавської губернії. 
У травні — жовтні 1914 р. — учень коваля в приватному млині у селі Ковалівці, у листопаді 1914 — березні 1915 р. — в господарстві батька, у квітні — серпні 1915 р. — мастильник приватного млина у селі Ковалівці Полтавської губернії. 
У вересні 1915 — лютому 1916 р. — учень слюсаря Полтавського земського ремісничого училища. 
У березні — грудні 1916 р. — в господарстві батька.
У січні — листопаді 1917 р. — посильний і мастильник млинарського акціонерного товариства Південної залізниці. 
У грудні 1917 — березні 1918 р. — конторник земського продовольчого складу. 
У квітні 1918 — жовтні 1921 р. — мастильник 4-го державного млина Південної залізниці. 
У листопаді 1921 — квітні 1922 р. — чорнороб млина транспортного споживчого товариства Південної залізниці. 
У травні — вересні 1922 р. — наймит у заможних селян роз'їзду Свинківка Південної залізниці. У жовтні 1922 — липні 1924 р. — пресувальник державного олійницького заводу в селі Ковалівці Полтавської губернії. У 1923 році вступив до комсомолу.
У серпні 1924 — лютому 1925 р. — секретар фабрично-заводського комітету 28-го державного млина у Полтаві. 
У березні 1925 — вересні 1926 р. — секретар фабрично-заводського комітету 3-го державного млина у Полтаві.
Член РКП(б) з липня 1925 року.
У жовтні 1926 — лютому 1927 р. — секретар Полтавського міського комітету Спілки робітників харчосмакової промисловості «Харчосмак». 
У березні 1927 — травні 1928 р. — голова Красноградської районної ради профспілок Полтавського округу.
У червні 1928 — лютому 1931 р. — секретар Диканського районного комітету КП(б)У Полтавського округу.
У березні — червні 1931 р. — завідувач організаційного відділу Коростишівського районного комітету КП(б)У. У червні 1931 — січні 1935 р. — секретар Коростишівського районного комітету КП(б)У Київської області.
У лютому 1935 — вересні 1937 р. — 1-й секретар Потіївського районного комітету КП(б)У Київської області.
У вересні 1937 — квітні 1938 р. — завідувач сільськогосподарського відділу Організаційного бюро ЦК КП(б)У по Житомирській області.
У квітні — червні 1938 р. — 2-й секретар Організаційного бюро ЦК КП(б)У по Житомирській області. 
У червні — серпні 1938 р. — у резерві ЦК КП(б)У в Києві.
У серпні — листопаді 1938 р. — начальник Житомирського обласного земельного відділу. 
З грудня 1938 року — виконувач обов'язків голови Коростенської міської ради Житомирської області.
У 1941 році заарештований і засуджений 16 серпня 1941 року військовим трибуналом військ НКВС з охорони тилу 5-ї армії Південно-Західного фронту на 10 років таборів за «контрреволюційний саботаж». Військовою радою 5-ї армії відправлений на фронт у штрафну роту. З 1941 р. — учасник німецько-радянської війни. Служив старшим політичним керівником роти військової частини № польової пошти — 160 5-ї армії Південно-Західного фронту. У листопаді 1941 року — пропав безвісти.

## Родина
- дружина — Федченко Марфа Іванівна, уродженка села Диканьки Полтавської області

## Звання
- старший політрук